# Guillaume Henri Dufour

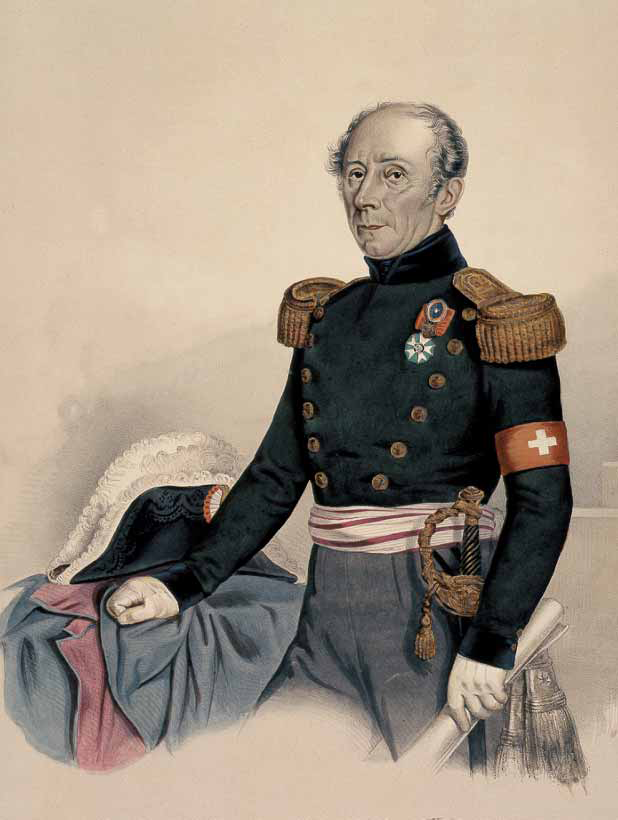
Guillaume Henri Dufour

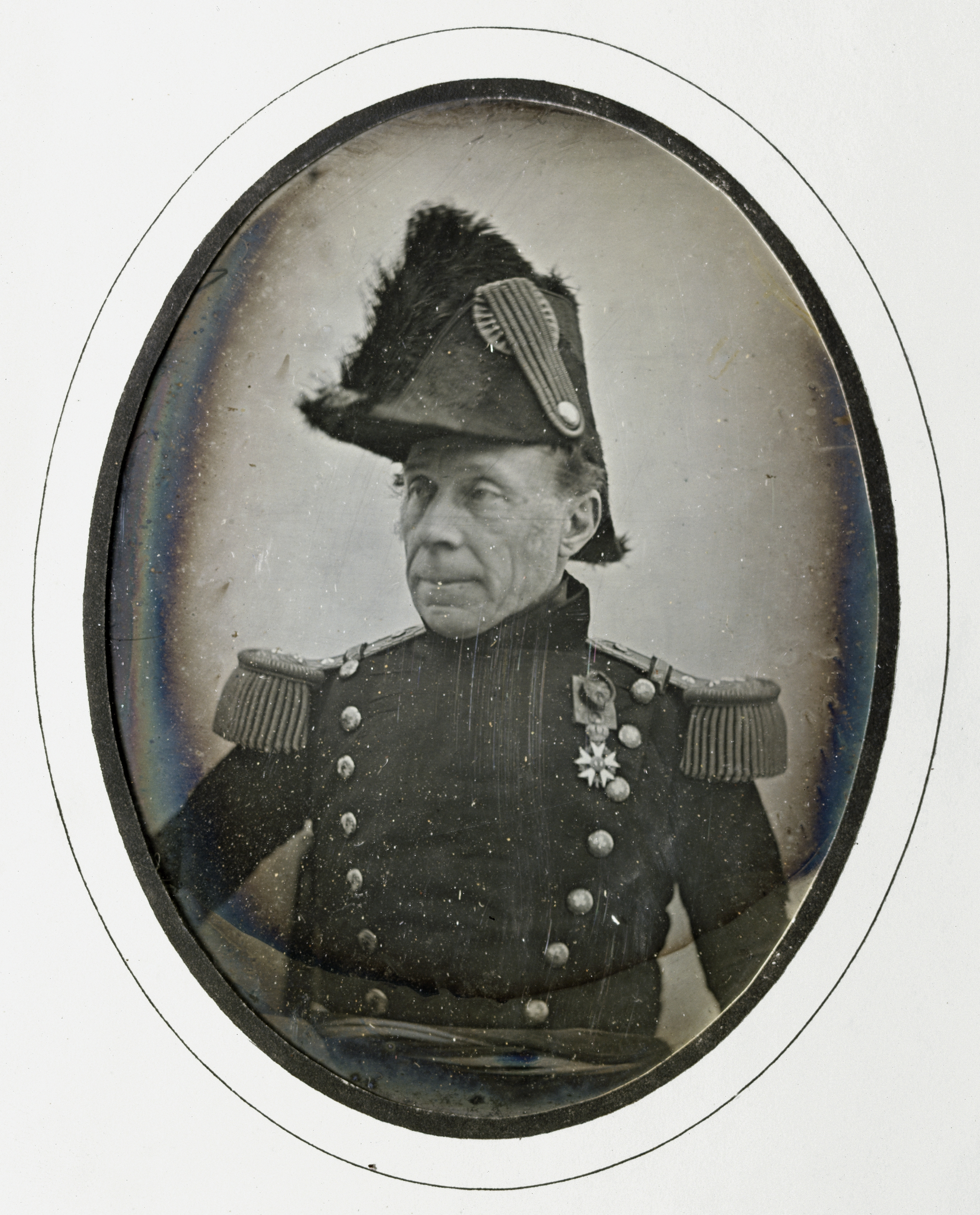
Guillaume Henri Dufour

(* 15. September 1787 in Konstanz; † 14. Juli 1875 in Les Eaux-Vives, heimatberechtigt in Genf, ab 1848 Ehrenbürger von Bern, Biel und Thun) war ein Schweizer General, Ingenieur, Kartograf, Politiker und Humanist.
Dufour war der erste General in der Geschichte der Armee des Schweizer Bundesstaats. Die von ihm geplanten Festungsbauten sind als Dufourbefestigungen (französisch Fortifications Dufour) bekannt. Als Kartograf erwarb er insbesondere Verdienste durch die Erstellung der ersten detaillierten topographischen Karte der Schweiz, der «Dufourkarte». Als Mitglied des 1863 in Genf ins Leben gerufenen Komitees der Fünf war er einer der Gründer des Internationalen Komitees vom Roten Kreuz und von 1863 bis 1864 dessen erster Präsident. Ausserdem verfasste er militärische, naturwissenschaftliche, technische und historische Schriften.
Dufour war aufgrund seines vielseitigen Wirkens bereits zu Lebzeiten ausserordentlich populär und galt als einer der bekanntesten und einflussreichsten Menschen in der Schweiz. Schon zu seinen Lebzeiten wurde der höchste Gipfel der Schweiz nach ihm benannt, die Dufourspitze. Auch heute noch wird Dufour als eine der herausragendsten Persönlichkeiten in der Geschichte der Schweiz angesehen.

## Leben

### Herkunft

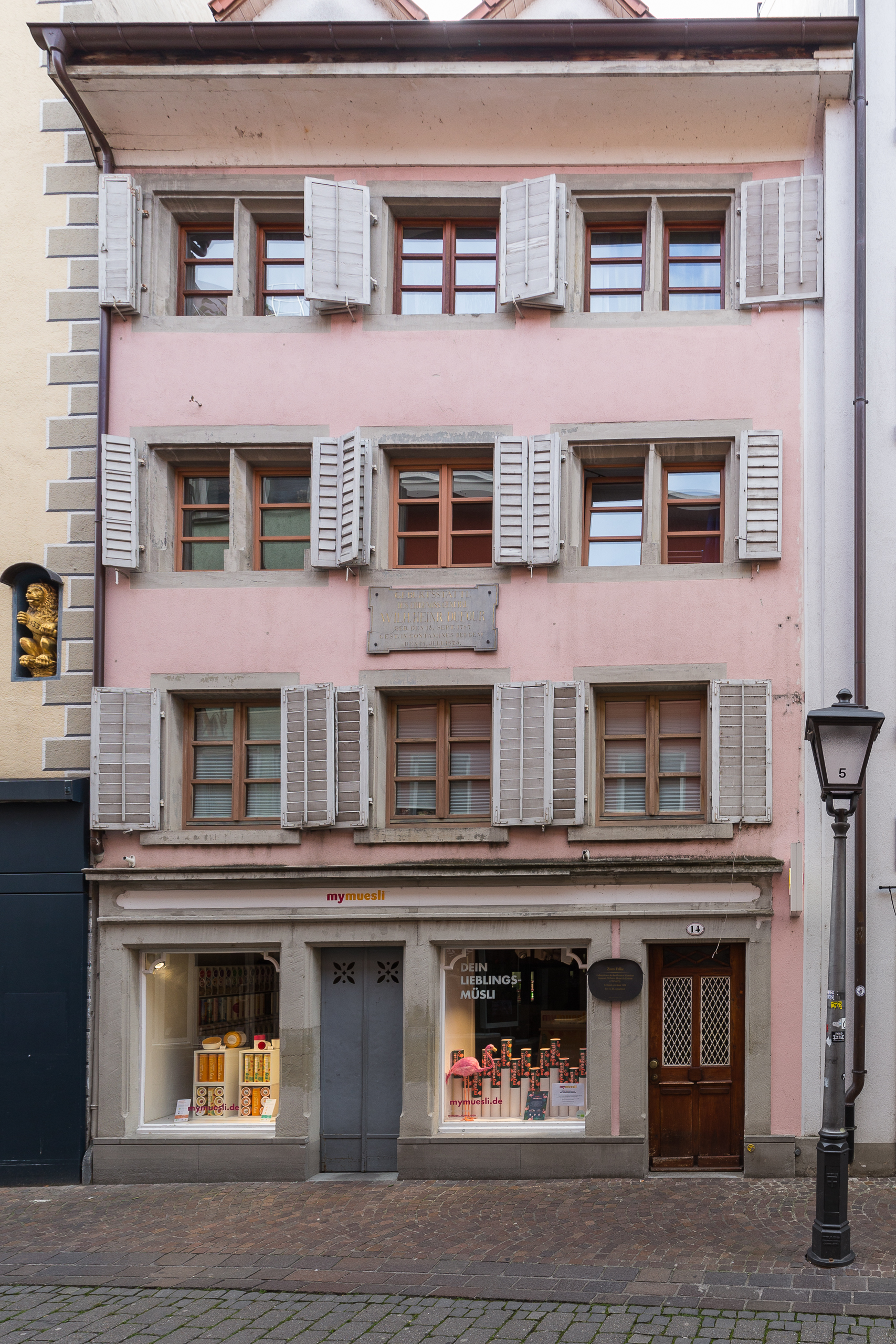
Dufours Geburtshaus, Wessenbergstraße 14 in Konstanz

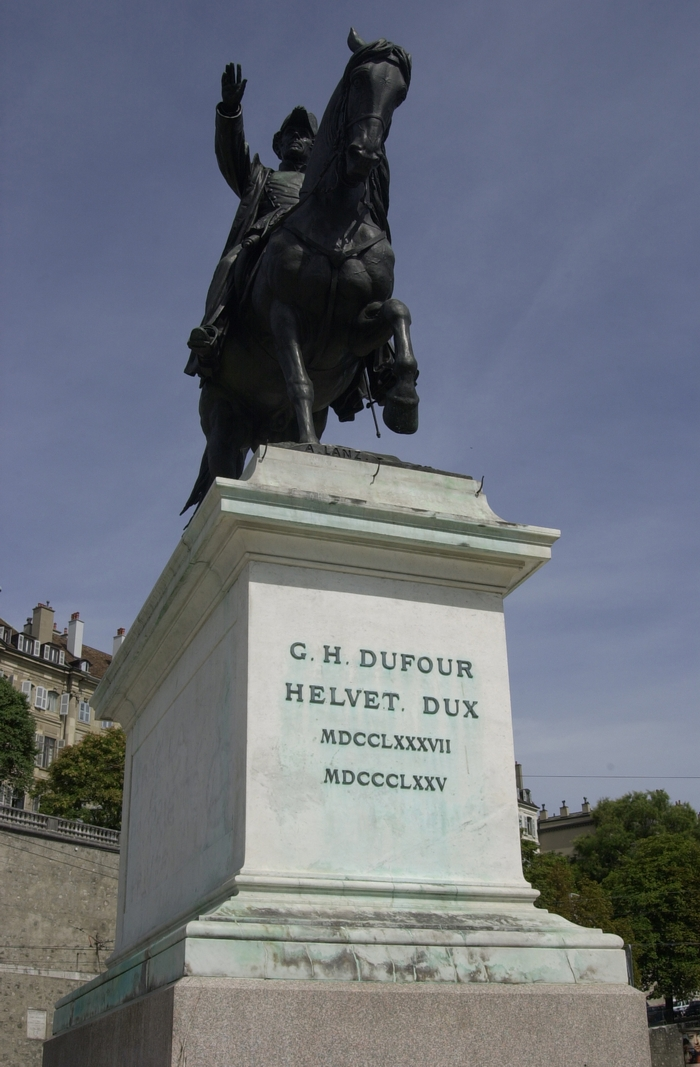
Denkmal für Guillaume Henri Dufour in Genf

Guillaume Henri Dufour wurde am 15. September 1787 im damals zu Vorderösterreich gehörenden Konstanz geboren. Die Eltern waren Bénédict Dufour, Uhrmacher und später Abgeordneter in der Genfer Nationalversammlung, und seine Frau Pernette Valentin. Die Vornamen Guillaume Henri stammen wahrscheinlich vom Grossvater mütterlicherseits, Guillaume Henri Valentin, der zusammen mit seiner Frau bei der Taufe zugegen war. Die Taufe fand am 7. Oktober 1787 im Konvent der Dominikaner auf der Dominikanerinsel in Konstanz statt. Versehentlich wurde nur der Vorname Henri anstelle von Guillaume Henri im Taufregister notiert. Der Fehler wurde erst im Jahr 1804 ausgebessert, indem der fehlende Name Guillaume nachgetragen und das frühere Versäumnis vermerkt wurde.
Als Guillaume Henri zwei Jahre alt war, kehrten seine Eltern nach Genf zurück, das sie 1782 verlassen hatten. Er machte in Genf seinen Schulabschluss.
Seine Enkelin war Marguerite de Beaumont, Schwester der reformierten Frauengemeinschaft Communauté de Grandchamp.

### Studium und Karriere in der Armee
Nach der Schulzeit studierte Dufour Geisteswissenschaft und Physik. 1798 wurde Genf von Frankreich annektiert. Dufour – nun französischer Staatsbürger – studierte von 1807 bis 1809 an der École polytechnique in Paris und von 1809 bis 1810 an der École supérieure d’application du génie in Metz. Wegen der britischen Seeblockade wurde Dufour – ohne seine Ausbildung beenden zu können – im Dezember 1810 nach Korfu geschickt, wo er bis 1814 blieb. In einem Scharmützel vor der Küste erlitt er schwere Verbrennungen, die ihn für sein Leben prägten. Er heiratete und hatte mit seiner Frau im Laufe ihrer Ehe vier Töchter.
Im Jahr 1811 trat er in die französische Armee ein, die er nach mehreren Einsätzen und seiner Beförderung zum Hauptmann 1817 verliess, um nach Genf zurückzukehren, das 1815 eidgenössisch geworden war. Im gleichen Jahr wurde er in diesem Rang in die neu geschaffene Schweizer Armee eingegliedert, in der er 1827 zum Oberst befördert wurde.
In den 1820er Jahren bot er private Abendkurse in Mathematik, Geometrie, Vermessungskunde und Hydraulik für Schüler ab zwölf Jahren an, die nach seinem Austritt aus der französischen Armee eine willkommene Einnahmequelle waren und ihm mehr einbrachten als die Stelle eines Kantonsingenieurs, die er deshalb 1824 vorerst ablehnte.
Im Jahr 1819 war er an der Gründung der ersten eidgenössischen Militärschule in Thun beteiligt. An dieser war er bis 1831 als Oberinstruktor des Geniewesen und von 1831 bis 1834 als Kommandant im Range eines Obersten tätig. Er unterrichtete, unter anderem, Louis-Napoleon Bonaparte, den künftigen französischen Kaiser Napoleon III., mit dem er auch später freundschaftlich verbunden blieb.
Ab 1831 war er Chef der Generalstabsabteilung. In dieser Funktion oblag ihm die Organisation der Verteidigung der Schweiz im Kriegsfall. Am 21. Oktober 1847 wurde er von der Tagsatzung zum General und damit zum Befehlshaber der eidgenössischen Truppen ernannt und erhielt den Auftrag, den Sonderbund aufzulösen. Dies gelang ihm nach einem nur vierwöchigen und relativ wenig Opfer verursachenden Feldzug (gemäss offiziellen Angaben: 150 Tote / 400 Verletzte), der mit der Kapitulation der Sonderbund-Kantone endete. Bereits während dieser Auseinandersetzungen achtete Dufour streng auf die Einhaltung humanitärer Grundsätze bei den Kampfhandlungen. So schickte er zum Beispiel am 13. November 1847, als alles für die Offensive bereit war, Leutnant de Cerjat als Abgesandten zu den Behörden der Stadt Freiburg, um sie aufzufordern, sich zu ergeben, um eine tödliche Schlacht zu vermeiden. Der überlieferte Grundsatz von General Dufour „Il faut sortir de cette lutte non seulement victorieux, mais aussi sans reproche“ (Man muss aus diesem Kampf nicht nur siegreich hervorgehen, sondern auch ohne Tadel) galt als Führungsmaxime an seine unterstellten Kommandanten.
Mit seinem behutsamen Vorgehen im Sonderbundskrieg konnte Dufour nicht nur einen Zusammenbruch der Eidgenossenschaft durch eine Intervention ausländischer Mächte verhindern, sondern er schuf damit eine Grundlage für einen gemeinsamen Weg der zerstrittenen Kantone im Rahmen des 1848 gebildeten Bundesstaates.
In den Jahren 1849 (Büsinger-Handel), 1856 (Neuenburgerhandel) und 1859 (Savoyerhandel) wurde ihm von der Bundesversammlung erneut der Oberbefehl über die Schweizer Armee übertragen, um im Rahmen verschiedener Auseinandersetzungen Übergriffe auf die Schweiz zu verhindern. Er war damit nach der Verabschiedung der Bundesverfassung von 1848 der erste von der Bundesversammlung ernannte General in der Geschichte der Schweiz.

### Tätigkeit als Ingenieur und Festungsbauer
In Korfu hatte sich Dufour am Bau von Befestigungsanlagen beteiligt. Von 1827 bis 1850 war er Kantonsingenieur in Genf. Ihm oblag die Erneuerung der städtischen Wasserpumpe, womit er einen hohen Wirkungsgrad erzielen konnte. Die regelmässige Messung der Pegelstände des Lac Léman dienten der Vorbereitung von Massnahmen zur Begrenzung von Hochwasserschäden.
In den Jahren von 1845 bis 1856 war er für die Erarbeitung des Katasters des Kantons Genf zuständig. Er hatte entscheidenden Einfluss auf die Stadtplanung in Genf und die Planung des Schweizer Eisenbahnnetzes.

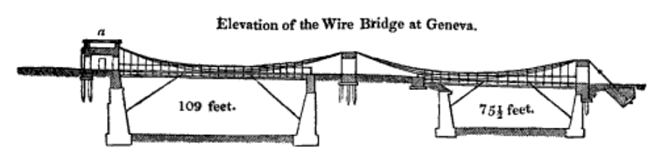
Skizze der Passerelle de Saint-Antoine von Charles Stewart Drewry in A Memoir of Suspension Bridges 1832

Ab 1823 baute er in der Stadt Genf drei Drahtseil-Hängebrücken (Passerelle de Saint-Antoine, Pont des Bergues, Pont des Pâquis), gestaltete 1827 die Uferpromenade und einen Teil des Seebeckens. Die Passerelle de Saint-Antoine gilt als erste dauerhafte Drahtseil-Hängebrücke der Welt.
1831 wurde mit dem Bau der Sperrstelle in Saint-Maurice an der engsten Stelle der Rhoneschlucht beim Schloss Saint-Maurice begonnen, um den Durchgang zum Grossen St. Bernhard und Simplonpass blockieren zu können. Für das Konzept war massgeblich Dufour verantwortlich.
1853 liess der junge Bundesstaat Schweiz südlich von Bellinzona von Camorino bis Sementina und Monte Carasso eine von Dufour entworfene Befestigungslinie, die Fortini della Fame, bauen. Fünf der für Dufour typischen Rundtürme sind in Camorino noch erhalten.

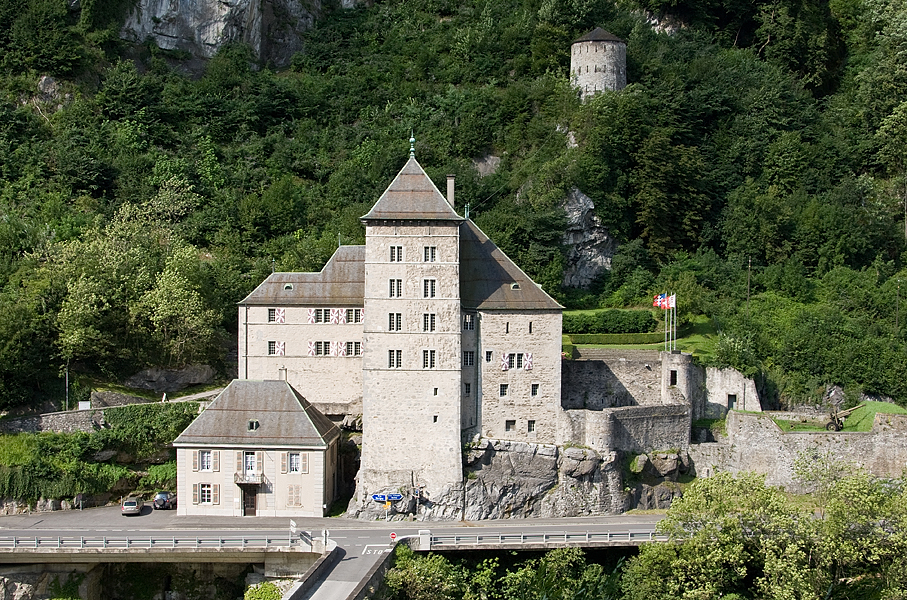
Dufourturm hinter dem Schloss St. Maurice
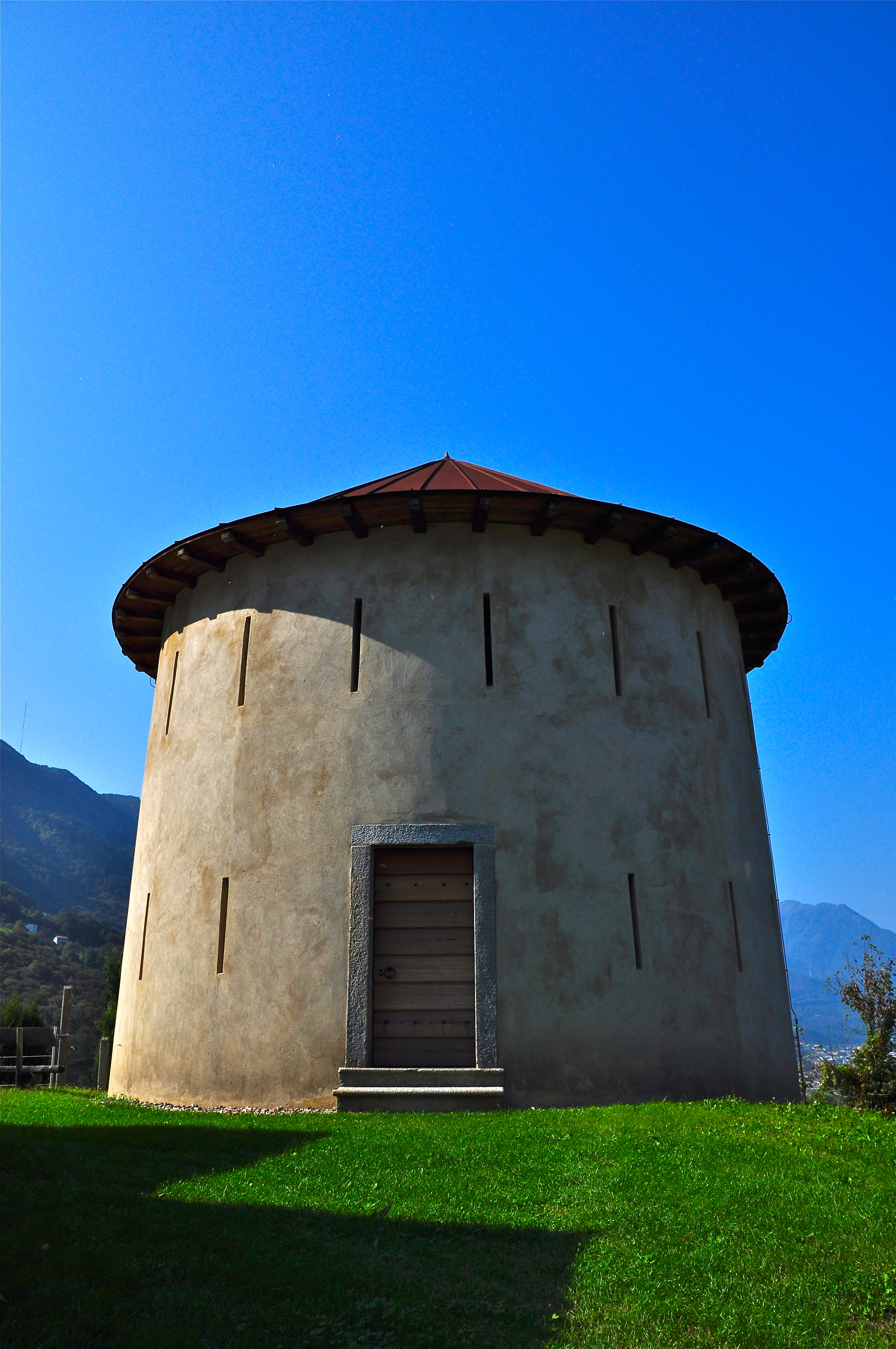
Dufour-Turm der Fortini della Fame in Camorino
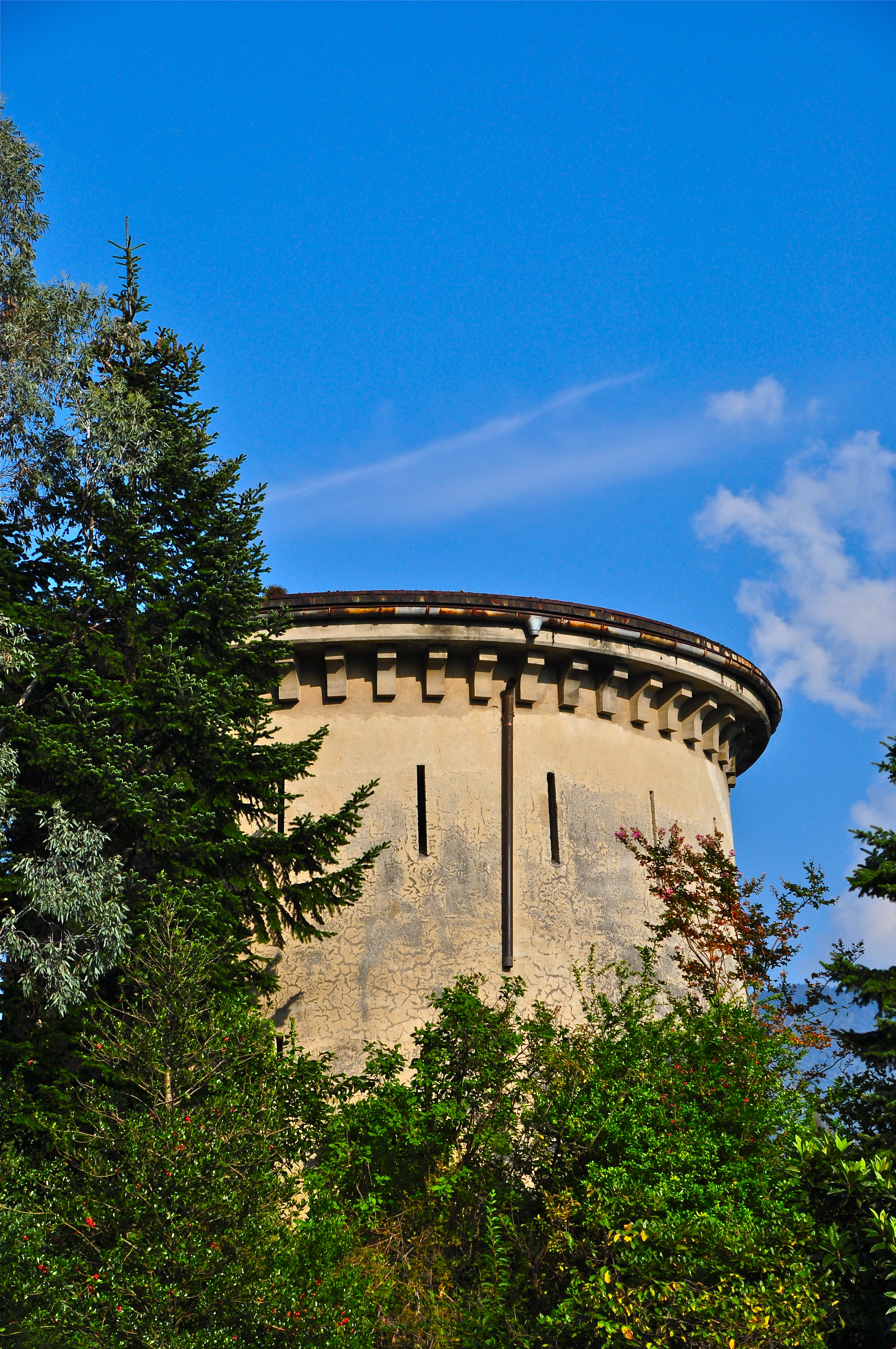
Dufour-Turm in Sementina
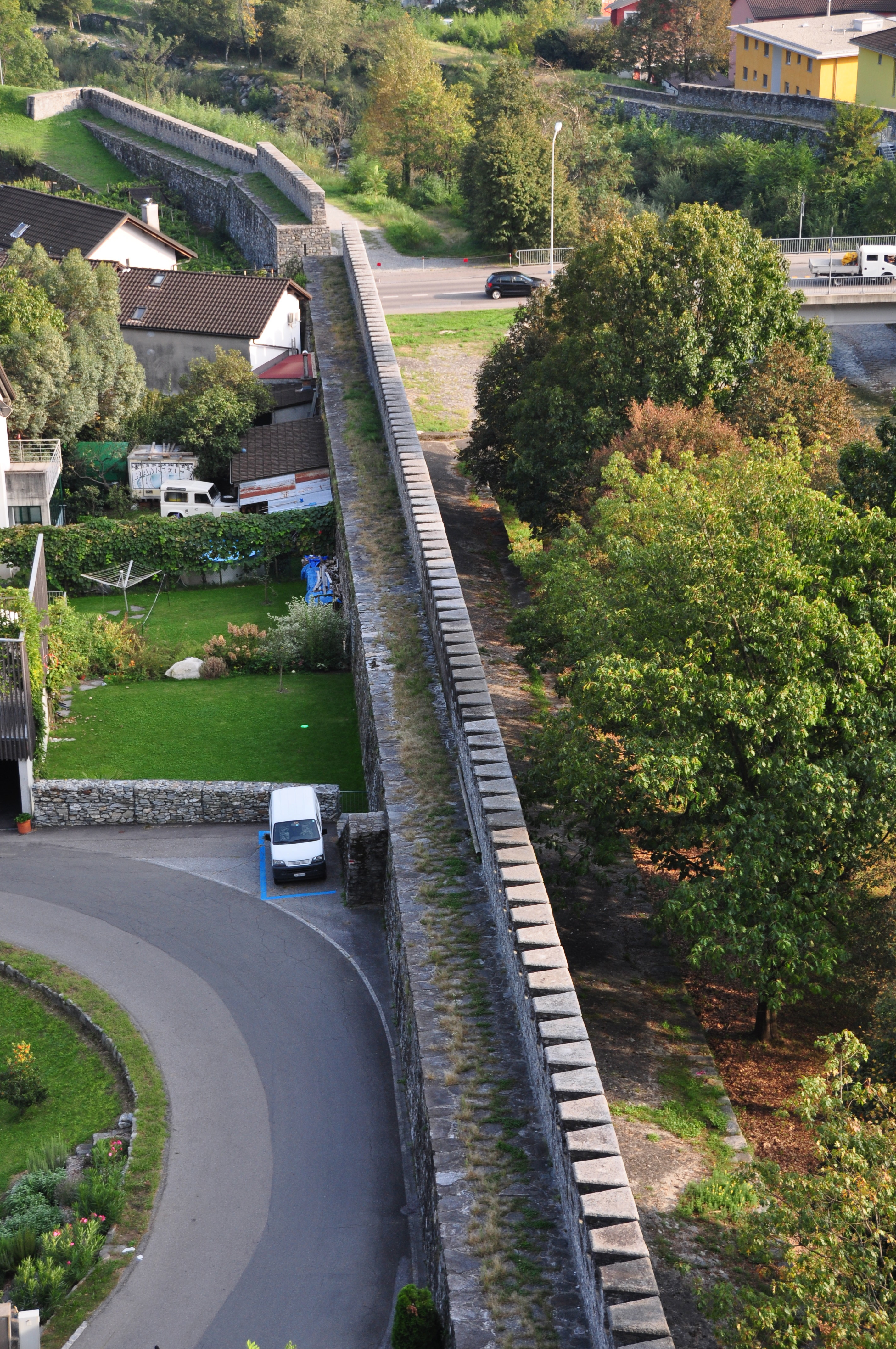
Dufourlinie in Monte Carasso

### Tätigkeit als Kartograf

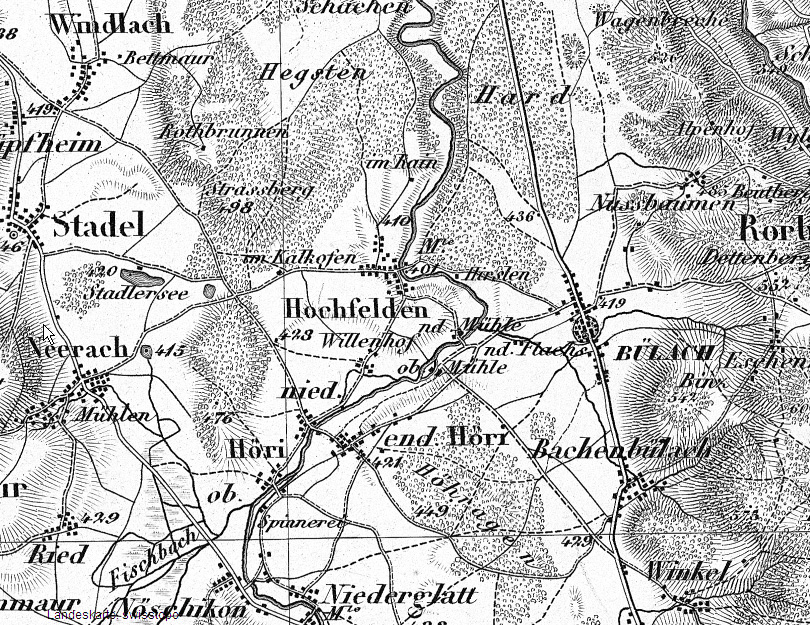
Hochfelden auf der Dufourkarte, Blatt 3 «Liestal, Schaffhausen», Datenstand 1869

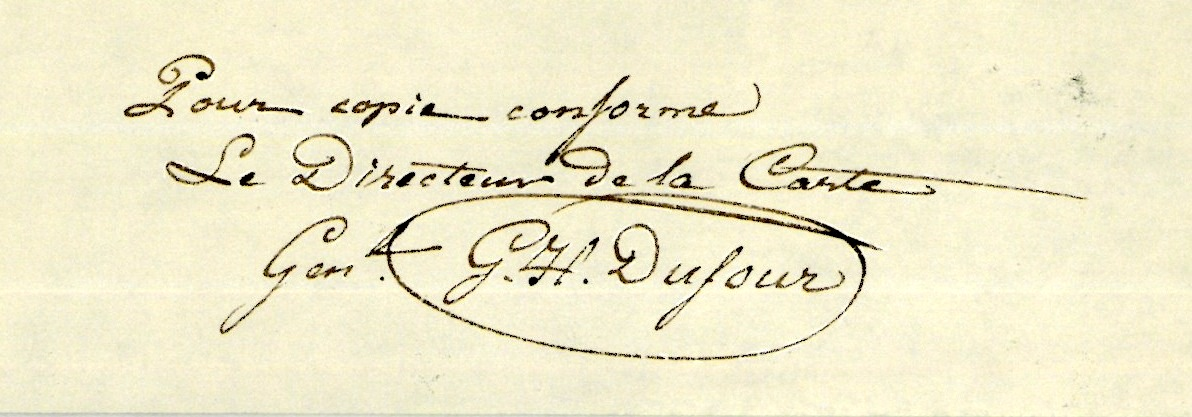
Genehmigungsvermerk des «Directeur de la Carte» G. H. Dufour zu einer Zeichnung für die Dufourkarte

Dufour wurde 1832 Oberstquartiermeister der Militäraufsichtsbehörde (bis 1847) und «Directeur de la Carte» (bis 1865). Zu seinen Aufgaben gehörte nun die Leitung der eidgenössischen Triangulation und Landesvermessung. Unter Dufours Leitung begannen bereits im selben Jahr die Vorarbeiten für die Erstellung einer verbesserten topographischen Karte der Schweiz, die den Atlas Suisse ersetzen sollte. Ein wichtiger organisatorischer Schritt war, dass Dufour 1837 das Eidgenössische Topographische Bureau in Carouge einrichtete, das zu Beginn des Jahres 1838 seine Arbeit aufnahm (offizielles Gründungsjahr). Aus ihm ging später das Bundesamt für Landestopografie hervor.
Als Grundlage für das neue Kartenwerk wurde die Bonnesche Projektion verwendet. Als Höhenausgangspunkt verwendete Dufour den Felsen Repère Pierre du Niton im Hafen von Genf. Die 13 km lange Strecke zwischen Walperswil BE und Sugiez FR bildete die Basis oder Grundlinie für die Karte. Sie wurde 1791, 1797 und 1834 (unter Dufour) aufwendig mit Messketten und Eisenstangen vermessen. Die Basisendpunkte von Walperswil und Sugiez wurden an ein Dreiecksnetz angeschlossen, welches zum ersten Mal die ganze Schweiz abdeckte und die nördlich der Alpen gelegenen Landesteile mit den südlichen verband.
In den Jahren 1845 bis 1865 erschienen die mühsam erarbeiteten 25 Blätter der «Dufourkarte» im Massstab 1:100'000. Das für seine Zeit herausragende topographische Kartenwerk bildete erstmals die Schweiz geometrisch korrekt ab. Die Dufourkarte entstand parallel zum modernen Bundesstaat von 1848. Sie führte die Kantone symbolisch zusammen und errang auch aus diesem Grund nationale Bedeutung. Nachdem Dufour seinen Schlussbericht vorgelegt hatte, wurde Hermann Siegfried im Jahr 1865 sein Nachfolger als Leiter des Eidgenössischen Topographischen Bureaus.

### Wirken als eidgenössisch denkender Politiker
Im Jahr 1819 wurde er in Genf für die Liberalen in den Repräsentierenden Rat gewählt. Von 1848 bis 1851 war er für das Berner Seeland Mitglied des Schweizer Nationalrats, ebenso wie von 1854 bis 1857 für Genf. Im Ständerat vertrat er von 1863 bis 1866 den Kanton Genf.
Dufour trat in Reden und Schriften für die Neutralität der Schweiz ein. In einer schriftlich festgehaltenen Rede von 1821 untersuchte er Szenarien einer Neutralitätsverletzung und mögliche Reaktionen der Schweiz.
Die Julirevolution von 1830 in Frankreich veranlasste Dufour, das Genfer Parlament vor einer Kriegsgefahr und möglichen Neutralitätsverletzungen zu warnen. Er forderte eine ausserordentliche Tagsatzung, um einen militärischen Oberbefehlshaber und ein eidgenössisches Feldzeichen zu wählen.
1860 wehrte er sich erfolglos gegen eine Änderung der Landesverteidigungskonzeption. Die Grenzbefestigungen sollten nicht zugunsten einer zentral konzentrierten Verteidigung vernachlässigt und keiner der Bundesstaaten dürfe geopfert werden. Seiner Überzeugung nach musste die Verteidigung dort beginnen, wo der Angriff stattfindet.
Am Vorabend des Deutsch-Französischen Krieges von 1870 bis 1871 warnte er, die Neutralität im Sinne der Unparteilichkeit und dem Heraushalten aus Konflikten sei für die Schweiz überlebensnotwendig, im Falle von Gefahr müsse sie verteidigt werden.

### Wirken als Mitglied des IKRK
Zusammen mit Henry Dunant, den Ärzten Théodore Maunoir und Louis Appia sowie dem Juristen Gustave Moynier gründete er am 9. Februar 1863 in Genf das Fünfer-Komitee, aus dem acht Tage später das Internationale Komitee der Hilfsgesellschaften für die Verwundetenpflege und im Jahr 1876 das Internationale Komitee vom Roten Kreuz entstand. Obwohl er Dunants Buch Eine Erinnerung an Solferino sehr positiv bewertete, hatte er anfangs Zweifel an der Realisierbarkeit von Dunants Vorschlägen zur Gründung freiwilliger Hilfsgesellschaften für die Verwundetenpflege. Trotz dieser Zweifel bewog ihn sein Glauben an die Richtigkeit dieser Idee, sich an der Gründung des Internationalen Komitees und an dessen Arbeit aktiv zu beteiligen. Seine internationale Bekanntheit und seine militärischen Erfahrungen waren für das Komitee von grossem Nutzen, um die ausländischen Regierungen für die Idee des Roten Kreuzes gewinnen zu können. Nach der Gründung des Internationalen Komitees wurde er 1863 zu dessen erstem Präsidenten gewählt.
Während der diplomatischen Konferenz, auf der im August 1864 die erste Genfer Konvention verabschiedet wurde, führte Dufour den Vorsitz der Versammlung. Es ist überliefert, dass er auf die Aussage eines britischen Teilnehmers, er könne ohne ein Siegel die Konvention nicht unterzeichnen, mit seinem Taschenmesser dem Delegierten einen Knopf von der Tunika schnitt und dem verblüfften Delegierten mit den Worten „Hier, Eure Exzellenz, haben Sie das Wappen Ihrer Majestät“ überreichte. Im gleichen Jahr, im Alter von 77 Jahren, gab er das Amt des Präsidenten des Internationalen Komitees an Gustave Moynier ab.
Sowohl die Verwendung eines weissen Kreuzes auf rotem Grund als Schweizer Staatswappen – 1840 von der Tagsatzung eingeführt – wie auch die Verwendung des roten Kreuzes auf weissem Grund, also der farblichen Umkehrung der Schweizerfahne, als Symbol des IKRK und der Internationalen Rotkreuz- und Rothalbmond-Bewegung sowie als Schutzzeichen der Genfer Konventionen gehen auf Dufour zurück.

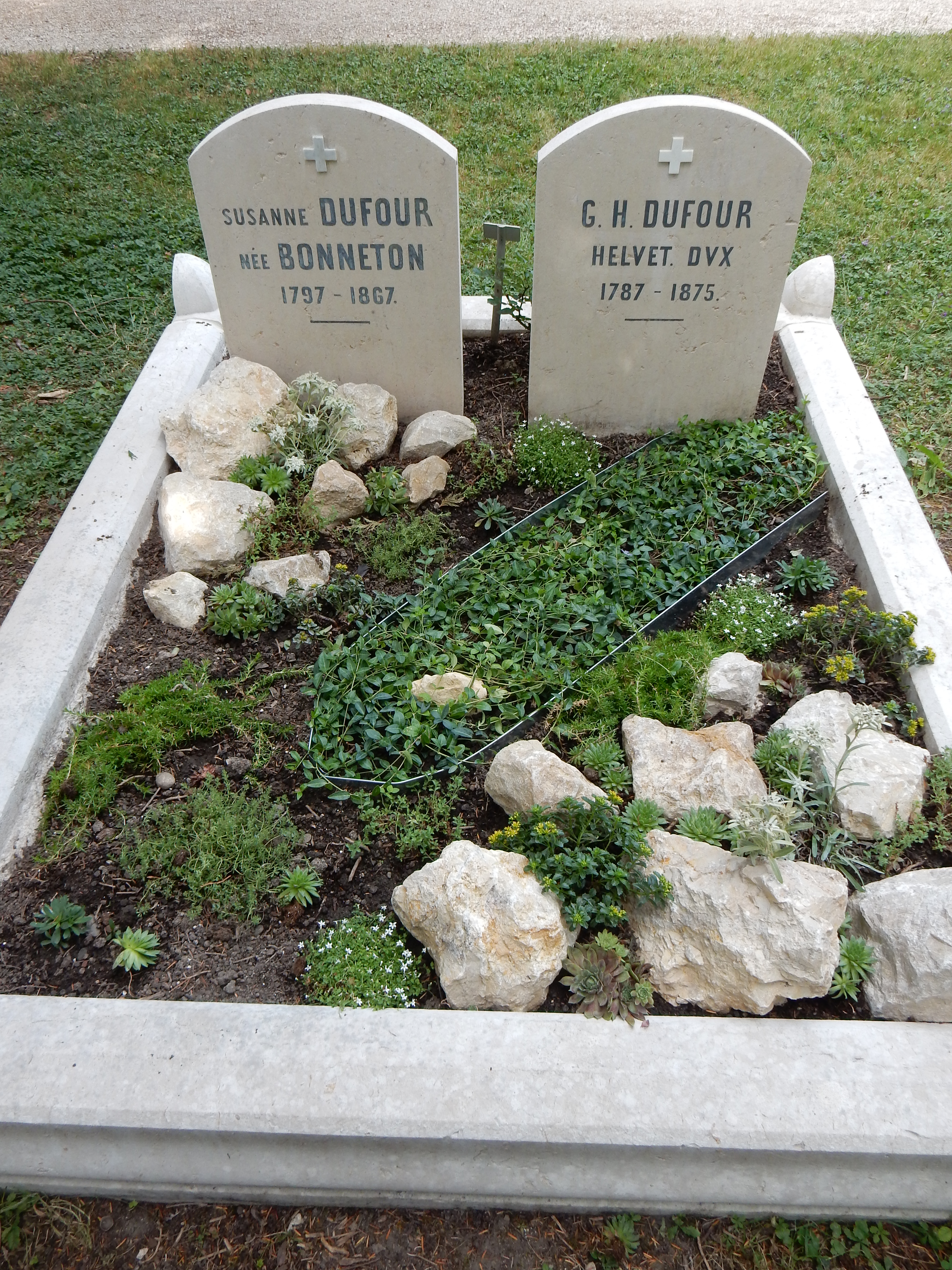
Das Grab von Susanne und G.H. Dufour (2025 restauriert)

### Tod
Dufour starb am 14. Juli 1875 in Les Eaux-Vives. Er wurde auf dem Cimetière des Rois in Genf bestattet. Etwa 60'000 Menschen aus allen Teilen des Landes reisten anlässlich seiner Beisetzung nach Genf.

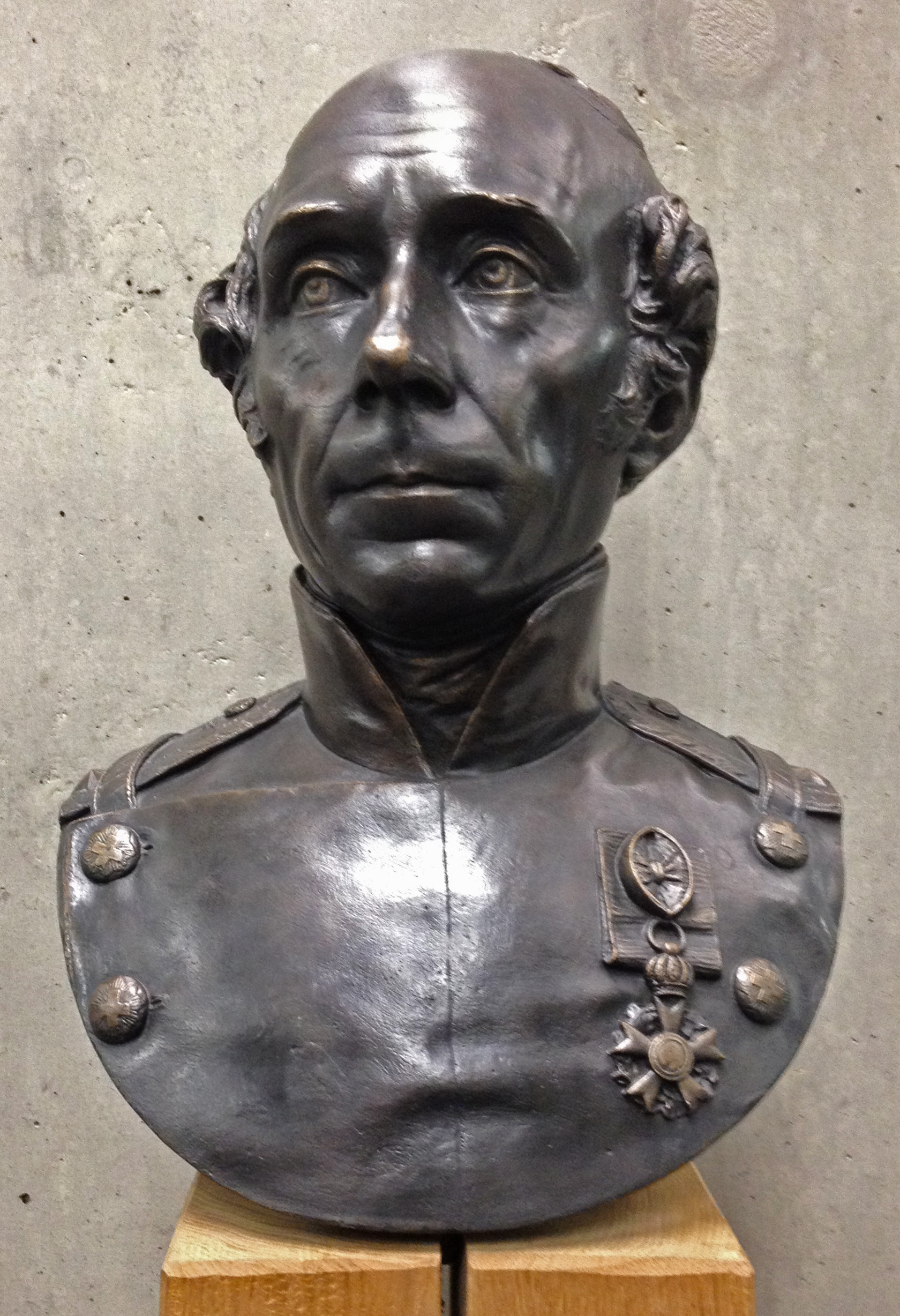
Büste Dufours im Armeeausbildungszentrum Luzern

## Schriften (Auswahl)
Ausführliches Verzeichnis der Schriften: siehe Fussnote
- Observations sur l’Isle de Corfou. Bibliothèque universelle des sciences, belles-lettres et arts, 1816. Dufours erste publizierte Schrift ist eine der frühesten modernen Beschreibungen der Insel Korfu.
- Mémorial pour les travaux de guerre. J.J. Paschoud, Genf und Paris, 1820. Die erste selbständige Publikation Dufours. Ein Lehr- und Handbuch über den Bau von Feldbefestigungen, das als Lehrmittel in der Militärschule in Thun diente. Es fand internationale Beachtung, wurde in mehrere Sprachen übersetzt und begründete Dufours Bedeutung als militärischer Pädagoge.
 Deutsche Ausgabe: Das Handbuch für die praktischen Arbeiten im Felde zum Gebrauch für die Offiziere aller Waffen, Berlin 1825.
- Cours de tactique. Paris 1840. Dufours international erfolgreichste und meistübersetzte Schrift.

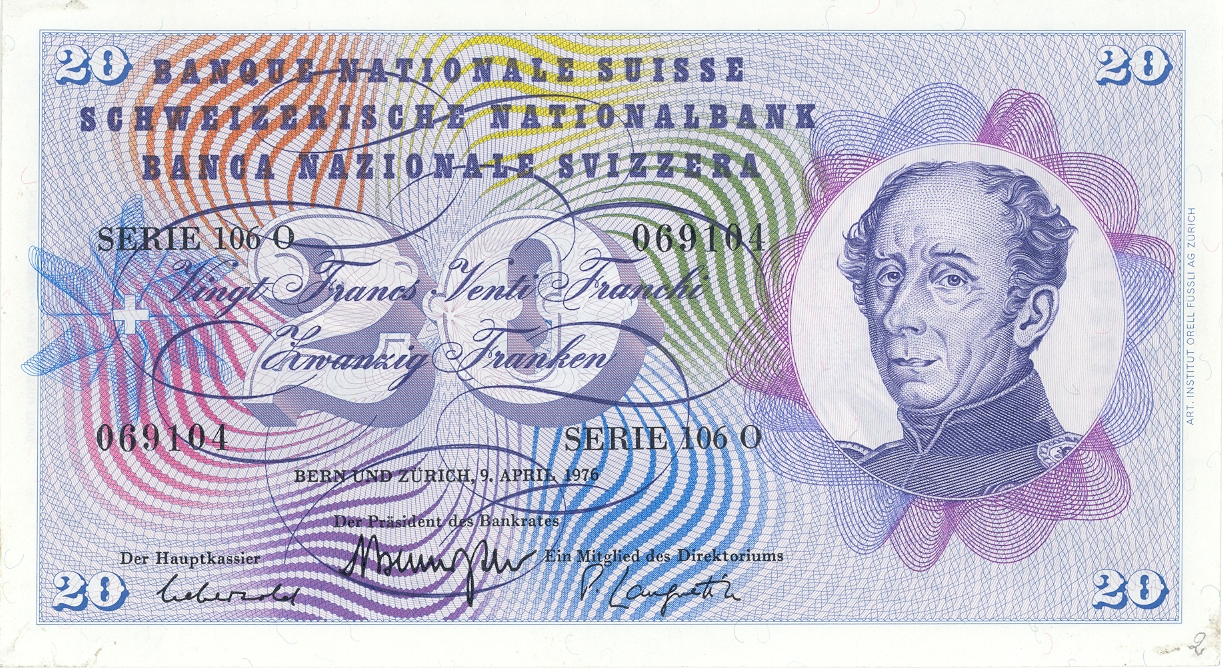
Schweizer Banknote mit dem Portrait von Dufour

 Deutsche Ausgabe: Lehrbuch der Taktik für Offiziere aller Waffen, Orell Füssli, Zürich 1842.
 Amerikanische Ausgabe: Strategy and tactics. D. van Nostrand, New York 1864. Das Lehrbuch wurde an der Militärakademie von West Point als Lehrmittel verwendet.

## Auszeichnungen und Ehrungen
Dufour wurde mit vier von fünf Klassen der Ehrenlegion ausgezeichnet: 1814 Ritter, 1848 Kommandeur, 1852 Grossoffizier und 1866 Grosskreuzträger.
Der mit 4'634 Metern höchste Punkt der Schweiz, die Dufourspitze im Monte-Rosa-Massiv an der italienischen Grenze, ist seit 1863 – also schon zu seinen Lebzeiten – nach ihm benannt.
Darüber hinaus wurden in der ganzen Schweiz zahlreiche Strassen nach General Dufour benannt, so etwa in Basel, Bern, Biel, Genf, Lugano, Luzern, St. Gallen oder Zürich. In Biel wurde zudem das Dufourschulhaus nach ihm benannt. 

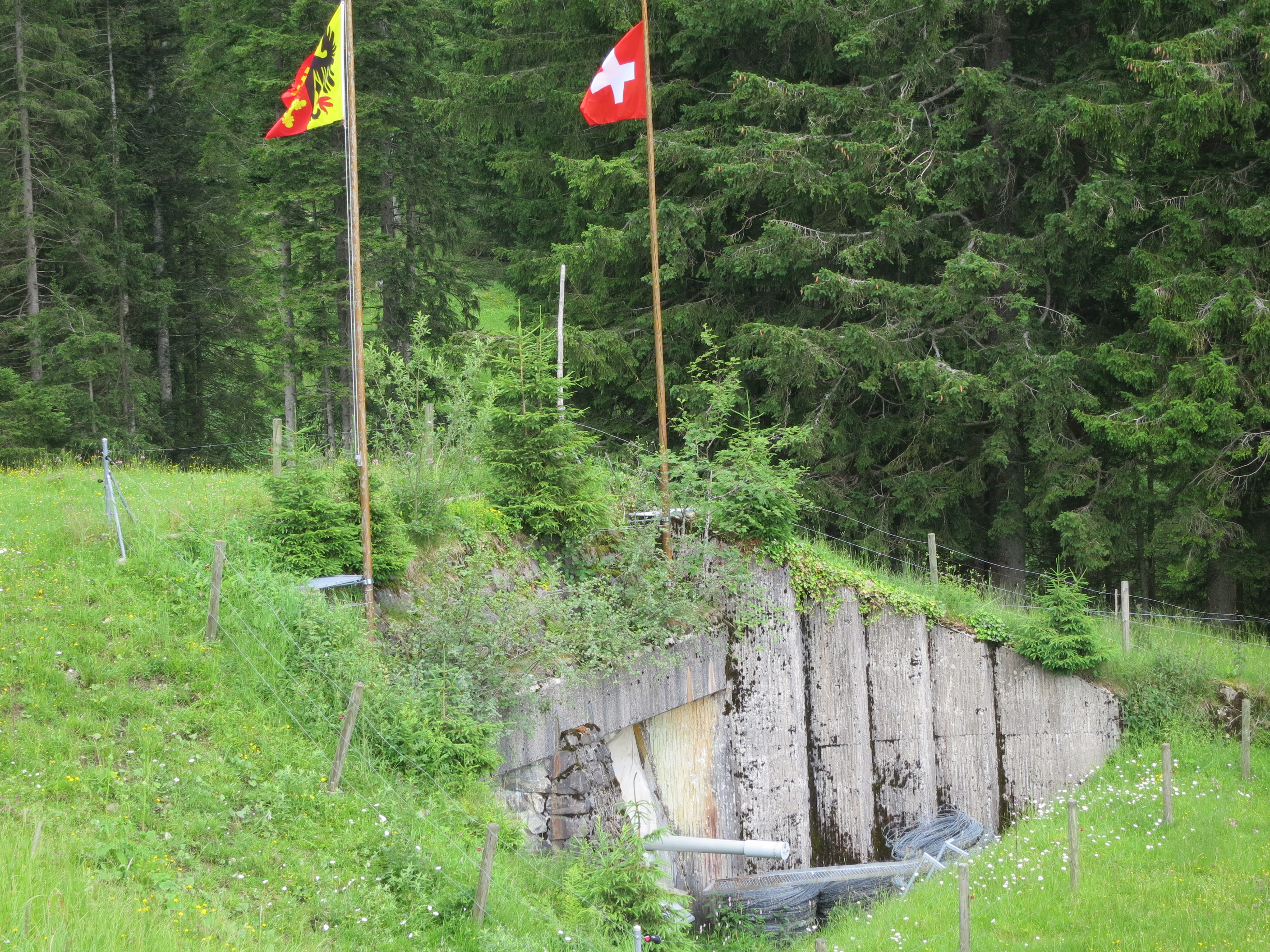
Dufour-Museum Halsegg

## Dufour-Museum
Das erste Dufour-Museum der Schweiz wurde am 12. September 2009 eröffnet. Es befindet sich im Bunker 2 des Artilleriewerks Halsegg auf der gleichnamigen Alp auf 1340 m ü. M. oberhalb Sattel SZ.

## Filmdokumentation
- Guillaume Henri Dufour – Der General, der die Schweiz rettete, Dokumentation in der vierteiligen Reihe Die Schweizer, Schweizer Fernsehen, 2013.